# Juan y Eva
Juan y Eva es una película estrenada el 15 de septiembre de 2011 sobre la relación entre Juan Domingo Perón y Eva Duarte dirigida por Paula de Luque, cuyos principales intérpretes son Julieta Díaz, Osmar Núñez, Fernán Mirás y Alfredo Casero. Fue producida por Barakacine.

## Argumento
La película narra la construcción de la relación entre Eva, una actriz de radio en ascenso, de 23 años, y Perón, un ambicioso coronel viudo de 48 años que ocupaba cargos públicos en la dictadura de Edelmiro J. Farrell en el marco de acontecimientos políticos vertiginosos, desde que se encuentran en un acto para recaudar fondos para las víctimas del terremoto ocurrido en la ciudad de San Juan, en enero de 1944, hasta octubre de 1945.
No es una película sobre el peronismo, sino que hace foco en la intimidad de estos dos personajes y la coyuntura histórica funciona como marco; la película intenta mostrar cómo lo público influye en esa intimidad, y cómo esta incide en aquella. También procura mostrar el manejo político de Perón de la visión que el ejército y la clase alta tenían sobre esa relación. Eva realiza un recorrido durante esos meses y sus propias contradicciones también entran en juego, aún no es la “Evita” que conocerá luego la historia sino una jovencísima actriz que no comprende del todo la política ni el universo militar, y que está dispuesta a hacerse un lugar en la vida de un hombre mayor en edad y experiencia. Perón descubre en esa mujer un encanto que lo sorprende cuando ya no esperaba volver a enamorarse. Los fantasmas de otras mujeres, el universo sindical, el Ejército, el mundo de la radio se entrelazan durante ese año y medio.

## Elenco
- Osmar Núñez como Juan Domingo Perón.
- Julieta Díaz como María Eva Duarte.
- Alberto Ajaka como Juan Duarte.
- Fernán Mirás como el general Eduardo Ávalos
- Alfredo Casero como Spruille Braden.
- Gustavo Garzón como Dr. Juan Atilio Bramuglia
- Pompeyo Audivert como el general Edelmiro J. Farrell
- Víctor Hugo Carrizo
- Sergio Boris como el coronel Domingo A. Mercante
- María Zubiri como Pierina Dealessi.
- Alejandro Paker como el ministro Franklin Lucero
- María Ucedo como Blanca Luz Brum.
- Lorena Vega como Erminda Duarte.
- Fabián Arenillas como el coronel Aníbal Imbert
- María Laura Cali como María Tizón.
- Vanesa Maja como Rita.
- Jimena Anganuzzi como María Cecilia.
- Susana Varela como Margarita.
- Jacqueline Lustig como Jardín.
- Pablo Burzstyn como Durán.
- Pietro Gian como Santamarina.
- Ricardo Díaz Mourelle como Doctor Mazza.
- Sergio Pángaro como Locutor.
- Karina K como Cantante Luna Park.
- Carlos Casella como Cantante Cabaret.
- Germán de Silva como Obrero inolvidable.
- Mora Recalde como Camarera inolvidable.
- Jorge Sesán